# パロスの剣
『パロスの剣』（パロスのけん）は、栗本薫原作、いがらしゆみこ作画による日本のヒロイック・ファンタジー漫画。後に栗本自身の筆でノベライズも上梓されている。『グイン・サーガ』の世界の数千年前の過去を舞台とした物語である。最初に栗本原作、いがらし作画による漫画が『ASUKA』（角川書店）誌上にて1986年3月号から1987年2月号にかけて連載された。その後、小説版が1989年10月25日に角川文庫から書き下ろしとして刊行された（ISBN 4-04-150029-X）。小説版の表紙も、いがらしが担当している。

## あらすじ
500年の歴史を誇るパロス王国は存亡の危機を迎えていた。相次いだ戦と飢饉、先王の失政により国力は弱体化し、対照的に強大化して中原の南半分を支配下においた隣国カウロスの脅威に脅かされていた。
そんな折、世継の姫であるエルミニアに、カウロス王子ファオンとの縁談が持ち上がっていた。だが、美少女ながらも剣の達人でもあり、男装の騎士として知られるエルミニアは、自らが男として国を治めるとして、結婚を肯じようとはしなかった。父国王アルディウスは、そんな男勝りの娘を苦々しく思い、カウロスとの縁談は拒むかわりに、国内から婿を取るようにエルミニアに厳命した。
その頃、エルミニアはフィオナという可愛らしい少女と出会った。互いに魅かれあった2人は、カーニバルの夜の逢瀬などを通じて、親密さを増していった。カーニバルの夜に出会った謎の男（実はファオン）から身分違いの恋を貫くのに東方では武芸大会を開くことがよくあると聞いたエルミニアは、父国王に自分の婿となるのは、自分よりも強い男でなくてはならないと宣言し、武芸大会の開催を求めた。武芸大会の優勝者とエルミニアが戦い、エルミニアが敗れた場合はその者を婿とする。エルミニアは自身が勝つことで、結婚をまぬかれ自身が王位を継ぐことを宣言しようと考えたのであった。
だが、その大会を舞台とする陰謀が静かに進行していた。そして、フィオナの身をも奇禍が襲っていた。密かに仕掛けられた罠が、エルミニアを、そしてパロスを飲み込もうとしていた。
武芸大会は謎の男がユリアスの片目を斬り優勝する。ユリアスを傷つけられた怒りにエルミニアは謎の男と戦うが、ついには持っていた剣を折られてしまう。そこへアルフォンスが別の剣を投げ入れる。エルミニアが剣を取ったとき、アルディウスは倒れ死んでしまう。国王の死という混乱の中、アルフォンスは国王アルディウスの死がエルミニアのせいだと演説を始める。アルフォンスが投げ入れた剣こそ「パロスの剣」であり、「男でも女でもないエルミニア」が剣を持ったことで、伝説通りにパロス王国に災いをもたらしたのだと。また、謎の男は自分がカウロス王国第三王子ファオンであることを明かし、同時に武芸大会で隙のあったパロス王国をカウロスの軍勢は戦うこともなく占拠したのであった。

## 主要な登場人物
エルミニア
本作の主人公。パロス王国の王女。アルディウス二世の長女にして世継の姫。18歳。豊かなプラチナ・ブロンドの髪、紫の瞳、バラ色の唇を持つ美少女。男装を好み、剣も馬も男並みにこなす。
フィオナ
小柄で可愛らしい、貧しい洗濯女。16歳。幼くして両親を亡くした。幼い頃に出会った白馬の王子（実はエルミニア）に憧れている。
ユリアス
パロス王国のダール伯爵の息子で子爵。20歳。黒髪、黒い瞳。エルミニアの幼馴染にして乳兄妹であり、学友兼護衛を務めている。
アルディウス二世
パロス第四王朝国王。隣国カウロスの強大化とパロスの弱体化を強く憂い、パロスの独立の維持に心を砕いている。
ファオン
草原の強国カウロス王国の第三王子。浅黒く精悍ながら残忍な顔つきの、黒いつり目の男。パロスの併合を目指すため、エルミニアとの結婚相手として名乗りをあげる。剣の腕前はエルミニアやユリアスよりもはるかに上。
アルフォンス
パロス王国のファン・ベック公爵。妾腹ではあるがパロス王アルディウス二世の弟。カウロス貴族の姫を母に持ち、エルミニアとファオンの縁談を進めようと画策している。

## グイン・サーガとの関係
前述のように、『グイン・サーガ』の世界の過去の物語として、当時「剣の王国」と呼ばれたパロス（パロ）王国を中心として語られている。『グイン・サーガ』で中原と草原地方とを分けているダネイン大湿原はいまだ両地方を両断するには至っておらず、パロス国土にも草原が広がっており、中原の開拓もまだ半分ほどにしか及んでいない時代であるという。『グイン・サーガ』の未来の世界を舞台とした『トワイライト・サーガ』とは対照的に、魔道色の希薄な物語である。

## 書誌（漫画版）
いがらし作画の漫画版は、以下の出版社から発行されている。
角川書店（あすかコミックス）
1. 『パロスの剣 1』（1987年2月17日発行 / ISBN 4-04-924001-7）
2. 『パロスの剣 2』（1987年3月17日発行 / ISBN 4-04-924006-8）
3. 『パロスの剣 3』（1987年5月17日発行 / ISBN 4-04-924012-2）

中央公論社（いがらしゆみこコスチューム・プレイ全集4）
1. 『愛蔵版 パロスの剣』（1991年10月20日発行 / ISBN 4-12-002050-9）

中公文庫
1. 『パロスの剣 1』（1996年5月18日発行 / ISBN 4-12-202612-1）
2. 『パロスの剣 2』（1996年5月18日発行 / ISBN 4-12-202613-X）

フェアベル
1. 『パロスの剣 1』（2007年6月21日発行 / ISBN 978-4-86245-048-7）
2. 『パロスの剣 2』（2007年7月19日発行 / ISBN 978-4-86245-052-4）

また、以下の翻訳版が出版されている。
香港中文版（玉皇朝出版集團発行 / 訳・尹淑娣）
1. 『巴洛斯之劍 1』（1995年12月発行）
2. 『巴洛斯之劍 2』（1996年1月発行）
3. 『巴洛斯之劍 3』（1996年1月発行）